# Shanggao
Der Kreis Shanggao (chinesisch 上高县, Pinyin Shànggāo Xiàn) ist ein Kreis, der zum Verwaltungsgebiet der bezirksfreien Stadt Yichun im Nordwesten der chinesischen Provinz Jiangxi gehört. Er hat eine Fläche von 1.340 Quadratkilometern und zählt 326.697 Einwohner (Stand: Zensus 2010). Sein Verwaltungssitz liegt im Straßenviertel Aoyang (敖阳街道).

## Administrative Gliederung
Auf Gemeindeebene setzt sich der Kreis aus einem Straßenvierteln, sechs Großgemeinden und sechs Gemeinden zusammen. 